# 프라시스카야역
프라시스카야역(러시아어: Пра́жская)은 모스크바 지하철 세르푸홉스코 티미랴젭스카야 선의 역이다. 1985년 11월 6일에 개장했다.

## 지리
프라시스카야 역은 키로보그라드 거리와 크라스니 마야크 거리에 위치해 있다.